# Oval (groupe)
Oval est un groupe allemand de glitch, pionnier du genre, fondé en 1991 par Markus Popp.

## Historique
Le groupe est originellement composé de Markus Popp, Holger Lindmüller, Frank Metzger, et Sebastian Oschatz. Lindmüller quitte le groupe avant la sortie du premier album d'Oval, tandis qu'Oschatz et Metzger font de même en 1995, après la sortie de 94 Diskont (en).

## Discographie

### Albums
- Wohnton (Ata Tak/1993)
- Systemisch (Mille Plateaux/1994)
- 94 Diskont (Mille Plateaux/1995)
- Dok (Thrill Jockey/1998)
- Szenariodisk (Thrill Jockey/1999)
- Ovalprocess (Form and Function/2000)
- Pre/Commers (Thrill Jockey/2001)
- Ovalcommers (Form and Function/2001)
- Oh (Thrill Jockey/2010)
- O (Thrill Jockey/2010)
- OvalDNA (Shitkatapult/2011)
- Calidostópia! (Goethe Institute/2013)